# Prototrofy
Prototrofy – organizmy heterotroficzne wymagające do wzrostu, oprócz soli mineralnych (związków nieorganicznych), tylko jednego prostego związku węgla (związku organicznego). Organizmy te, w przeciwieństwie do auksotrofów, nie wymagają obecności w podłożu czynników wzrostowych. Węgiel pozyskują z pojedynczego związku organicznego, a pozostałe pierwiastki ze związków nieorganicznych. Wszystkie budujące ich komórkę związki syntetyzują samodzielnie.
Przykładem takiego organizmu jest pałeczka okrężnicy.